# Paschalococos disperta

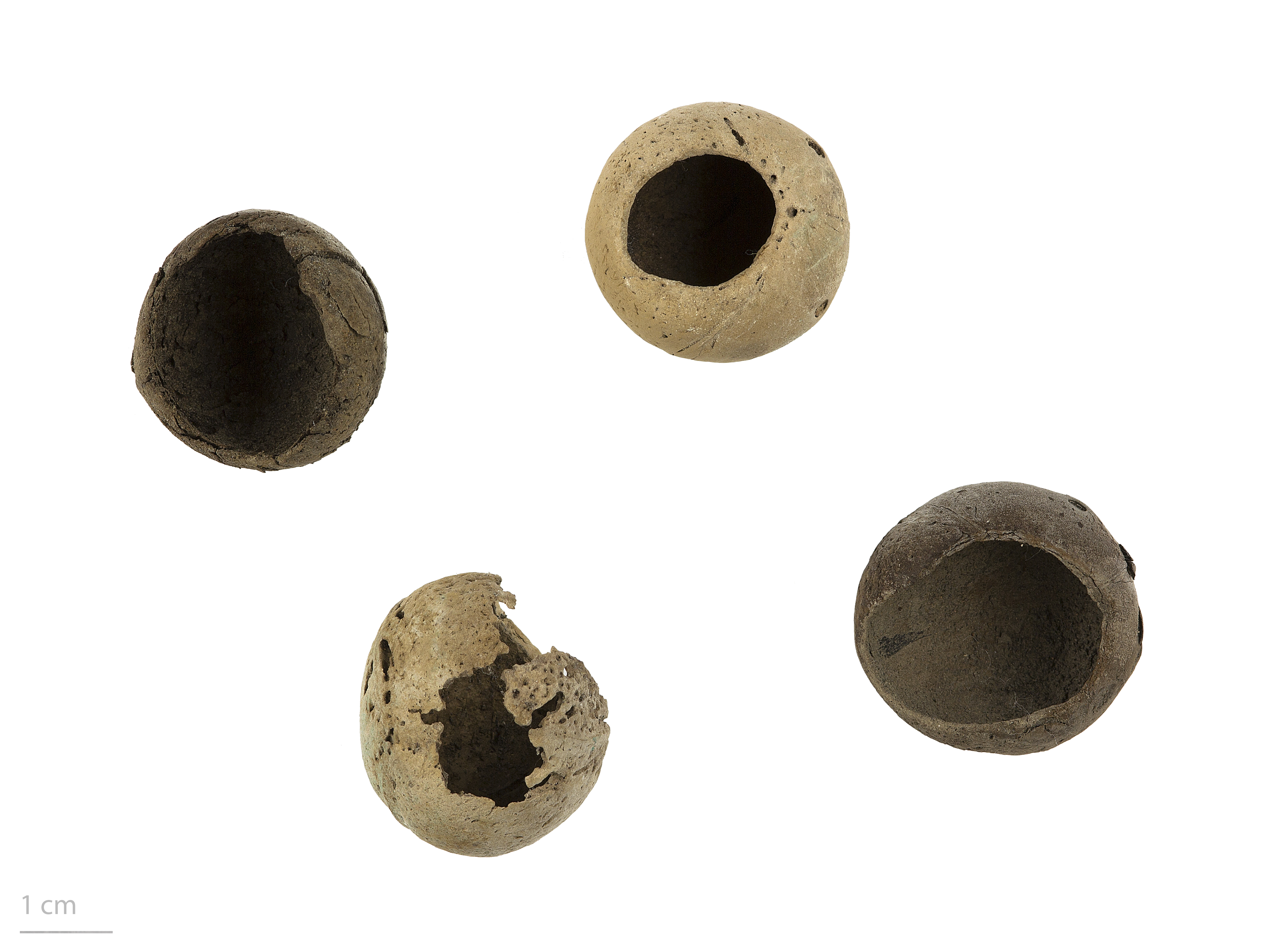
Paschalococos disperta

Paschalococos disperta – gatunek wymarłej rośliny należący do rodziny arekowatych, nazywana wcześniej Jubaea disperta. Pochodzi z Wyspy Wielkanocnej. Był to gatunek endemiczny dla tej wyspy. Z wyglądu przypominał najprawdopodobniej palmę kokosową. Z badań pyłku wynika, że ostatnie okazy tego gatunku rosły jeszcze w 1650 roku.